# Конкордія (Міссурі)
Конкордія (англ. Concordia) — місто (англ. city) в США, в окрузі Лафаєтт штату Міссурі. Населення — 2371 особа (2020).

## Географія
Конкордія розташована за координатами 38°59′15″ пн. ш. 93°34′7″ зх. д. / 38.98750° пн. ш. 93.56861° зх. д. (38.987481, -93.568553).  За даними Бюро перепису населення США в 2010 році місто мало площу 4,62 км², з яких 4,60 км² — суходіл та 0,02 км² — водойми.

## Демографія
Згідно з переписом 2010 року, у місті мешкало 2450 осіб у 1002 домогосподарствах у складі 645 родин. Густота населення становила 531 особа/км².  Було 1131 помешкання (245/км²).
Расовий склад населення:
| - 97,7 % — білих - 0,2 % — корінних американців - 0,2 % — чорних або афроамериканців - 0,2 % — азіатів - 0,1 % — вихідців з тихоокеанських островів |

До двох чи більше рас належало 1,1 %. Частка іспаномовних становила 2,1 % від усіх жителів.
За віковим діапазоном населення розподілялося таким чином: 25,3 % — особи молодші 18 років, 52,0 % — особи у віці 18—64 років, 22,7 % — особи у віці 65 років та старші. Медіана віку мешканця становила 40,2 року. На 100 осіб жіночої статі у місті припадало 85,0 чоловіків;  на 100 жінок у віці від 18 років та старших — 80,8 чоловіків також старших 18 років.
Середній дохід на одне домашнє господарство  становив 55 995 доларів США (медіана — 51 031), а середній дохід на одну сім'ю — 66 491 долар (медіана — 62 656). Медіана доходів становила 41 556 доларів для чоловіків та 26 500 доларів для жінок. За межею бідності перебувало 13,1 % осіб, у тому числі 8,1 % дітей у віці до 18 років та 3,6 % осіб у віці 65 років та старших.
Цивільне працевлаштоване населення становило 1142 особи. Основні галузі зайнятості: освіта, охорона здоров'я та соціальна допомога — 32,0 %, виробництво — 15,9 %, мистецтво, розваги та відпочинок — 12,2 %, роздрібна торгівля — 9,8 %.